# IC 1135
IC 1135 је спирална галаксија у сазвјежђу Змија која се налази на листи објеката дубоког неба у Индекс каталогу.
Деклинација објекта је + 17° 42' 0" а ректасцензија 15h 45m 34,7s. Привидна величина (магнитуда) објекта IC 1135 износи 14,7 а фотографска магнитуда 15,6. IC 1135 је још познат и под ознакама MCG 3-40-36, CGCG 107-34, PGC 55964.